# 竹下欣伸
竹下 欣伸（たけした よしのぶ、1967年1月20日 - ）は日本のベーシスト・音楽プロデューサー・編曲家。所属事務所はハーフトーン音楽出版。

## 略歴
福岡県行橋市生まれ。
12歳でギター、トロンボーンを始め、16歳のころからウッドベースを持つようになる。その後、東京芸術大学音楽学部器楽科コントラバス専攻に進学。
当時東京芸術大学の学生であった葉加瀬太郎、斉藤恒芳と共に結成したクライズラー&カンパニーのメンバーとして1990年にメジャー・デビューした。
1996年にクライズラー&カンパニーを解散後、ベーシスト、スタジオ・ミュージシャン、音楽プロデューサー、編曲家として本格的に活動を始め､現在に至る。
現在では、平原綾香や久石譲、宮本文昭、池田聡、桑田佳祐などのコンサートのバックメンバーとして重要な役割を果たしている。

## 参加作品
- Q;indivi
  - ComeBAby
- 桑田佳祐
  - 簪／かんざし
- 竹達彩奈
  - HIKARI
  - 春がキミを綺麗にした
- 中島みゆき
  - 五月の陽ざし
  - ララバイSINGER
- 中山美穂
  - マーチカラー
  - Groovin' Blue
  - OLIVE
- 野川さくら
  - TeaRoseで眠りましょう
- 平原綾香
  - 4つのL
  - そら
- ポルノグラフィティ
  - PORNO GRAFFITTI
  - 元素L 〜つま恋Ver.〜 Studio Session
- 中森明菜

　　・AKINA NAKAMORI MUSICA FIESTA TOUR 2002

## 出演

### ドラマ
- 29歳のクリスマス（1994年、フジテレビ） - 浅葉達也 役

### 映画
- 洋菓子店コアンドル（2011年、アスミック・エース）

### ライブ DVD
- WHITE ALBUM2 CONCERT（2013年11月24日）　Electric Bass

### ラジオ
- NDS presents 高嶋ちさ子 Gentle Wind（エフエム愛知、2013年12月27日、2014年1月3日）